# Corimbo (vestuário)

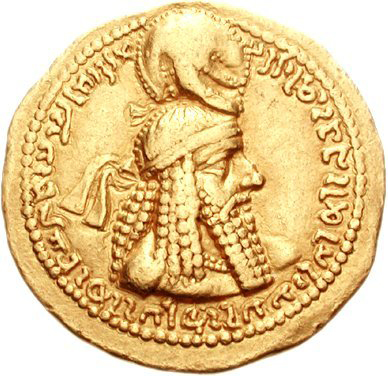
Dinar com busto de. Sobre sua coroa está o corimbo

Corimbo (korymbos) foi um tecido fino e cravejado de joias, envolvendo o cabelo de cima na forma de globo; torna-se característica identificadora dos xás do Império Sassânida. O corimbo já é introduzido como componente da idumentária sassânida sob Artaxer I, que adota-o como parte de sua coroa.